# Arvid Spångberg
Arvid Fredrik "Sparven" Spångberg (Estocolm, 3 d'abril de 1890 – Nova York, 11 de maig de 1959) va ser un saltador suec que va competir a començaments del segle xx.
El 1908 va prendre part en els Jocs Olímpics de Londres, on guanyà la medalla de bronze en la competició de salt de palanca de 10 metres.